# Classe de quatrième française
Pour un article plus général, voir Collège en France.
Dans le système éducatif français, la classe de quatrième est la troisième classe du collège.

## Généralités

La quatrième dans les études secondaires en France.

Les classes de cinquième et de quatrième font partie du cycle central du collège.
Dans ce cycle apparaissent : 
- l'itinéraire de découverte des métiers (présent jusqu'en troisième)[2]

## Horaires

### Enseignements obligatoires
La grille horaire de la classe de quatrième est la suivante :
| Enseignement                                                                            | Horaire hebdomadaire de l’élève | Horaire possible avec l’itinéraire de découverte |
| --------------------------------------------------------------------------------------- | ------------------------------- | ------------------------------------------------ |
| Français                                                                                | 4 h                             | 5 h                                              |
| Mathématiques                                                                           | 3 h 30                          | 4 h 30                                           |
| Langue vivante étrangère 1                                                              | 3 h                             | 4 h                                              |
| Langue vivante 2                                                                        | 3 h                             |                                                  |
| Histoire-Géographie-Enseignement moral et civique                                       | 3 h                             | 4 h                                              |
| Sciences et techniques Sciences de la vie et de la Terre Physique et chimie Technologie | 1 h 30                          | 2 h 30                                           |
| Enseignements artistiques Arts plastiques Éducation musicale                            | 1 h                             | 2 h                                              |
| Éducation physique et sportive                                                          | 3 h                             | 4 h                                              |

S’y ajoutent :
- 0 h 30 annuelle de vie de classe ;
- 0 h 30 dont la répartition est faite par l’établissement.

### Enseignements facultatifs
| Enseignement                                | Horaire hebdomadaire de l’élève |
| ------------------------------------------- | ------------------------------- |
| Langue vivante 3                            | 3 h                             |
| Langues et cultures régionales              | 3h                              |
| Latin et/ou Grec ancien                     | 2 h                             |
| Section Euro (Anglais, Italien ou Espagnol) | 2 h                             |